# Spirit (musikalbum av Willie Nelson)
Spirit är ett musikalbum av Willie Nelson, lanserat 1996 på skivbolaget Island Records. Albumet är hans 44e studioalbum och musikaliskt är det mycket mer spartanskt än majoriteten av hans andra album. Nelson producerade albumet själv och skrev alla dess låtar. Willies syster Bobbie Nelson medverkar på piano.

## Låtlista
(alla låtar komponerade av Willie Nelson)
1. "Matador" - 1:42
2. "She Is Gone" - 2:55
3. "Your Memory Won't Die in My Grave" - 3:27
4. "I'm Not Trying to Forget You" - 3:53
5. "Too Sick to Pray" - 2:40
6. "Mariachi" - 2:06
7. "I'm Waiting Forever" - 3:09
8. "We Don't Run" - 3:02
9. "I Guess I've Come to Live Here in Your Eyes" - 3:36
10. "It's a Dream Come True" - 3:59
11. "I Thought About You, Lord" - 4:11
12. "Spirit of E9" - 4:58
13. "Matador"

## Listplaceringar
- Billboard 200, USA: #132
- UK Albums Chart, Storbritannien: #78[1]
- VG-lista, Norge: #17[2]